# Dylan Emery
Dylan Emery (ur. 31 marca 2001 w Cardiff) – walijski snookerzysta.

## Kariera
Zwycięzca Mistrzostw Europy U-21 2021, pokonał w finale Juliena Leclercqa 5–2. Dzięki temu zwycięstwu zapewnił sobie miejsce w zawodowym World Snooker Tour na sezony 2022/23 i 2023/24.
Emery wygrał także opóźnione Welsh Amateur Championship 2020, pokonując Paula Daviesa 8–6. Powołany w ostatniej chwili jako zmiennik na Turkish Masters 2022, pokonał on w kwalifikacjach Alfiego Burdena 5–0 i zakwalifikował się do głównego turnieju. Następnie spotkał Johna Higginsa, z którym przegrał 2-5.

## Występy w turniejach w karierze
| Ranking                      |               | [ i ]         | [ i ]         | [ i ]         | [ i ]         |               | 74            | [ i ]         | [ i ]         |               |               |               |               |               |               |
| Turnieje rankingowe          |               |               |               |               |               |               |               |               |               |               |               |               |               |               |               |
| Championship League          | nierankingowy | nierankingowy | nierankingowy | nierankingowy | RR            | RR            | RR            | RR            | 2R            |               |               |               |               |               |               |
| Xi’an Grand Prix             | nie rozegrano | nie rozegrano | nie rozegrano | nie rozegrano | nie rozegrano | nie rozegrano | nie rozegrano | 1R            |               |               |               |               |               |               |               |
| Saudi Arabia Masters         | nie rozegrano | nie rozegrano | nie rozegrano | nie rozegrano | nie rozegrano | nie rozegrano | nie rozegrano | 1R            |               |               |               |               |               |               |               |
| English Open                 | A             | A             | A             | A             | A             | 1R            | 2R            | LQ            |               |               |               |               |               |               |               |
| British Open                 | nie rozegrano | nie rozegrano | nie rozegrano | nie rozegrano | 2R            | 1R            | LQ            | LQ            |               |               |               |               |               |               |               |
| Wuhan Open                   | nie rozegrano | nie rozegrano | nie rozegrano | nie rozegrano | nie rozegrano | nie rozegrano | LQ            | 1R            |               |               |               |               |               |               |               |
| Northern Ireland Open        | A             | A             | A             | A             | LQ            | 1R            | 2R            | LQ            |               |               |               |               |               |               |               |
| International Championship   | A             | A             | A             | nie rozegrano | nie rozegrano | nie rozegrano | 2R            | 1R            |               |               |               |               |               |               |               |
| UK Championship              | A             | A             | A             | A             | A             | LQ            | LQ            | LQ            |               |               |               |               |               |               |               |
| Shoot Out                    | A             | A             | A             | 2R            | 1R            | 3R            | 3R            | 3R            |               |               |               |               |               |               |               |
| Scottish Open                | A             | A             | A             | A             | A             | 1R            | LQ            | LQ            |               |               |               |               |               |               |               |
| German Masters               | A             | A             | A             | A             | A             | LQ            | LQ            | 2R            |               |               |               |               |               |               |               |
| Welsh Open                   | A             | A             | A             | 2R            | LQ            | LQ            | 2R            | 1R            |               |               |               |               |               |               |               |
| World Open                   | A             | A             | A             | nie rozegrano | nie rozegrano | nie rozegrano | LQ            | LQ            |               |               |               |               |               |               |               |
| World Grand Prix             | DNQ           | DNQ           | DNQ           | DNQ           | DNQ           | DNQ           | DNQ           | DNQ           |               |               |               |               |               |               |               |
| Players Championship         | DNQ           | DNQ           | DNQ           | DNQ           | DNQ           | DNQ           | DNQ           | DNQ           |               |               |               |               |               |               |               |
| Tour Championship            | NH            | DNQ           | DNQ           | DNQ           | DNQ           | DNQ           | DNQ           | DNQ           |               |               |               |               |               |               |               |
| World Championship           | A             | LQ            | LQ            | LQ            | LQ            | LQ            | LQ            |               |               |               |               |               |               |               |               |
| Dawne turnieje rankingowe    |               |               |               |               |               |               |               |               |               |               |               |               |               |               |               |
| Paul Hunter Classic          | A             | 1R            | NR            | nie rozegrano | nie rozegrano | nie rozegrano | nie rozegrano | nie rozegrano | nie rozegrano | nie rozegrano | nie rozegrano | nie rozegrano | nie rozegrano |               |               |
| WST Pro Series               | nie rozegrano | nie rozegrano | nie rozegrano | RR            | nie rozegrano | nie rozegrano | nie rozegrano | nie rozegrano | nie rozegrano | nie rozegrano | nie rozegrano | nie rozegrano | nie rozegrano | nie rozegrano |               |
| Turkish Masters              | nie rozegrano | nie rozegrano | nie rozegrano | nie rozegrano | 1R            | nie rozegrano | nie rozegrano | nie rozegrano | nie rozegrano | nie rozegrano | nie rozegrano | nie rozegrano | nie rozegrano | nie rozegrano | nie rozegrano |
| Gibraltar Open               | LQ            | A             | A             | 2R            | A             | nie rozegrano | nie rozegrano | nie rozegrano | nie rozegrano | nie rozegrano | nie rozegrano | nie rozegrano | nie rozegrano | nie rozegrano | nie rozegrano |
| WST Classic                  | nie rozegrano | nie rozegrano | nie rozegrano | nie rozegrano | nie rozegrano | 1R            | nie rozegrano | nie rozegrano |               |               |               |               |               |               |               |
| European Masters             | A             | A             | A             | A             | A             | 1R            | 1R            | NH            |               |               |               |               |               |               |               |
| Dawne turnieje nierankingowe |               |               |               |               |               |               |               |               |               |               |               |               |               |               |               |
| Six-red World Championship   | A             | A             | A             | nie rozegrano | nie rozegrano | LQ            | nie rozegrano | nie rozegrano |               |               |               |               |               |               |               |

1. 1 2 3 4 5 6  Był amatorem.

| Legenda tabeli wyników              | Legenda tabeli wyników       | Legenda tabeli wyników                     | Legenda tabeli wyników                                                              | Legenda tabeli wyników                     | Legenda tabeli wyników                     |
| ----------------------------------- | ---------------------------- | ------------------------------------------ | ----------------------------------------------------------------------------------- | ------------------------------------------ | ------------------------------------------ |
| LQ                                  | odpadnięcie w kwalifikacjach | #R                                         | odpadnięcie we wczesnej fazie turnieju (WR = runda dzikich kart, RR = faza grupowa) | QF                                         | przegrana w ćwierćfinale                   |
| SF                                  | przegrana w półfinale        | F                                          | przegrana w finale                                                                  | W                                          | zwycięstwo                                 |
| DNQ                                 | nie zakwalifikował/a się     | A                                          | nie brał/a udziału                                                                  | WD                                         | zrezygnował/a w trakcie turnieju           |
| Legenda oznaczeń w tabelach wyników |                              |                                            |                                                                                     |                                            |                                            |
| NH / Nie roz.                       | NH / Nie roz.                | Turniej nie odbył się.                     | Turniej nie odbył się.                                                              | Turniej nie odbył się.                     | Turniej nie odbył się.                     |
| NR / Nie-rank.                      | NR / Nie-rank.               | Turniej nie był zaliczany jako rankingowy. | Turniej nie był zaliczany jako rankingowy.                                          | Turniej nie był zaliczany jako rankingowy. | Turniej nie był zaliczany jako rankingowy. |
| R / Rank.                           | R / Rank.                    | Turniej był zaliczany jako rankingowy.     | Turniej był zaliczany jako rankingowy.                                              | Turniej był zaliczany jako rankingowy.     | Turniej był zaliczany jako rankingowy.     |
| MR / Minor-Rank.                    | MR / Minor-Rank.             | Turniej był zaliczany jako minor ranking.  | Turniej był zaliczany jako minor ranking.                                           | Turniej był zaliczany jako minor ranking.  | Turniej był zaliczany jako minor ranking.  |

## Finały w karierze

### Finały amatorskie: 8 (5-3)
| Rezultat   |    | Rok  | Turniej                                      | Przeciwnik       | Wynik |
| ---------- | -- | ---- | -------------------------------------------- | ---------------- | ----- |
| Zwycięstwo | 1. | 2017 | World Open Under-16 Snooker Championships    | Michaił Terechow | 4–1   |
| Finalista  | 1. | 2018 | Challenge Tour – Event 4                     | Mitchell Mann    | 0–3   |
| Finalista  | 2. | 2019 | EBSA European Under-18 Snooker Championships | Aaron Hill       | 3–4   |
| Zwycięstwo | 2. | 2019 | Welsh Under-21 Championship                  | Liam Davies      | 3–0   |
| Zwycięstwo | 3. | 2021 | Welsh Amateur Championship                   | Paul Davies      | 8–6   |
| Zwycięstwo | 4. | 2021 | EBSA European Under-21 Snooker Championships | Julien Leclercq  | 5–2   |
| Zwycięstwo | 5. | 2024 | 2024–25 Q Tour Event 2                       | Harvey Chandler  | 4–3   |
| Finalista  | 3. | 2025 | 2024–25 Q Tour Event 7                       | Liam Highfield   | 3–4   |